# 예비역
예비역(豫備役)은 현역으로 복무를 마치고 예비역으로 전역한 자 및 상근예비역(육, 해, 해병)과 승선근무예비역(해군)을 말한다. 기초군사교육을 받은 보충역의 병은 그대로 보충역 예비군(육군)이다. 전역 후 퇴역이 아닌 예비역으로 지정되는 자는 동원훈련을 비롯한 각종 예비군 훈련에 의무적으로 참가하게 된다. 여성 군인은 기본적으로는 퇴역 처리되나, 본인 희망에 따라서는 예비역으로 전역될 수 있다. 또한 20년 이상 장기 근속한 군인은 전역 시 퇴역과 예비역 중의 하나를 선택할 수 있는 기회를 부여한다.
현역으로 군복무를 마치고 군에서 제대한(전역한) 대한민국 국민을 통상적으로 예비역이라 부른다. (예비군 훈련의무의 유무에 관계없이) 제대한 국민을 제대시 군별(종)과 직급에 따라  예비역 육군(해군, 공군, 해병대) 병장, 예비역 육군(해군, 공군, 해병대) 중사, 예비역 장교, 예비역 장성 등으로 부른다.

## 스위스
- 2016년부터 미동원 예비군 제도를 폐지했다.[2]
- 19세가 되면 5개월 1주간(21주) 기초군사교육. 이후 30세까지 매년 19일씩 6회 동원 소집되어 군사훈련을 받는다. 총 군 복무기간은 260일이다.[3]
- 현역은 대개 첨단장비를 다루는 숙련병 위주이나, 덕분에 전시 동원력은 100만 이상이다. 동원소집 복무기간이 긴 대신 소득 보전도 정부에서 책임지는 등 활동 지원부분이 잘 되어 있다. 가정에 총기를 보관해도 되며, 2007년까지는 가정에 비상시 긴급하게 쓸수있는 수량의 소총 탄약도 보관하고 있었다. 물론 잘 봉인되어 있었지만 아무래도 총과 탄약을 같이 보관하기엔 여러 위험성이 제기됐는지 요즘엔 지역 예비군 관리소의 탄약고에서 통합 보관한다고 한다.
- 한편 자원입대는 만 18세부터 가능하다.

## 미국
- 미국의 경우 처음부터 예비역으로 복무할 수 있는 제도가 있다. 대표적으로 미국의 학군사관은 지극히 일부를 제외하면 전원 예비역으로 복무한다.
- 미국에서 예비역은 현역에 완전히 준하는 제도로 정착되어 예비역으로 계속 진급한 이후 현역으로 전환할 수 있다. 현역 전환 이후 예비역으로서 진급한 계급이 그대로 인정된다.
- 미국 예비군은 예비군 연금이 지급되는데 예비군 훈련 소집에 응소하지 않을 경우 처벌을 내리는 대한민국과는 달리 연금 혜택이 취소되고 그 이상의 조치는 없다.

## 같이 보기
- 예비대
- 국민군
- 주방위대
- 민병